# الدوري الشمالي لكرة القدم 1924–25
الدوري الشمالي لكرة القدم 1924–25 (بالإنجليزية: 1924–25 Northern Football League)‏ هو موسم من الدوري الشمالي لكرة القدم ‏. فاز فيه تولو تاون ‏.